# Coût par clic
Pour les articles homonymes, voir CPC.
Le coût par clic (CPC) est le montant payé par un annonceur à un moteur de recherche ou un éditeur de site pour un clic amenant un visiteur depuis le lien d’une publicité (texte, image, vidéo…) vers le site de l’annonceur.
Le paiement par clic est un modèle publicitaire utilisé par les sites internet, dans lequel les annonceurs payent le diffuseur de la publicité seulement lorsqu’un internaute réalise un clic. Pour les moteurs de recherche, les annonceurs font en général des enchères sur des mots clés liés à leur cible ou secteur d’activité. Pour les sites de contenu, le prix par clic est souvent fixe et ne fait pas appel à un système d’enchères.
Parmi les fournisseurs de solutions, on peut citer les trois principaux : Google Ads (anciennement Google AdWords), Yahoo! Search Marketing et Microsoft AdCenter. Tous les trois fonctionnent avec un modèle basé sur les enchères. Le coût par clic (CPC) varie en fonction du moteur de recherche et du degré de compétition pour un mot clé donné.
Ce modèle publicitaire est sujet à des abus par ce que l’on appelle la fraude aux clics, contre laquelle se battent les différents acteurs du marché, au travers de systèmes automatisés de détection de la fraude pour combattre les clics abusifs, faits par des concurrents de l’annonceur, ou par des éditeurs de sites souhaitant gagner plus en cliquant sur les publicités apparaissant sur leurs propres sites.

## Historique
En février 1998, l'Américain Jeffrey Brewer, de Goto.com, une startup de vingt-cinq employés (appelée plus tard Overture, appartenant actuellement à Yahoo!) présente le concept de moteur de recherche avec paiement au clic à une conférence TED en Californie. Des suites de cette présentation naît le système publicitaire de paiement au clic (PPC, pay per clic). On attribue en général la paternité du paiement au clic à Idealab et au fondateur de Goto.com, Bill Gross. En décembre 1999, Google commence la publicité dans son moteur de recherche.
En octobre 2000, Google lance son système Google AdWords, permettant aux annonceurs de créer des publicités apparaissant dans le moteur de recherche Google. Cependant, le paiement par clic n'est lancé que début 2002 ; auparavant les annonceurs sont facturés au coût par mille impressions (CPM).
Bien que Goto.com lance son système de paiement au clic en 1998, Yahoo! ne commence à diffuser les publicités de Goto.com qu'à partir de novembre 2001. Précédemment, la source principale de revenu de Yahoo! pour ses pages de résultats d’un moteur de recherche était les publicités contextuelles au format IAB (principalement au format 468 × 60). Quand le contrat avec Yahoo! est arrivé à sa date de renouvellement en juillet 2003, Yahoo! a annoncé son intention d’acquérir Overture pour 1,63 milliard de dollars.

## Modèles publicitaires
Il existe plusieurs modèles publicitaires. Chaque modèle publicitaire fait écho à une étape du cycle de vente [Impression (affichage) > Clic > Lead (inscription) > Achat (action)] :
- Impression : modèle publicitaire au CPM (coût par mille impressions) ;
- Clic : modèle publicitaire au CPC (coût par clic) ;
- Lead : modèle publicitaire au CPL (coût par lead, par exemple, inscription à un site internet ou à une lettre d'information) ;
- Action : modèle publicitaire au CPA (coût par action, par exemple, un achat) ;
- Engagement : modèle publicitaire au CPE (coût par engagement, c'est-à-dire interaction avec l'annonce).